# Brooklyn South
Brooklyn South est une série télévisée américaine en 22 épisodes de 42 minutes, créée par Steven Bochco, Bill Clark, William Finkelstein et David Milch, et diffusée entre le 22 septembre 1997 et le 27 avril 1998 sur le réseau CBS.
En France, la série a été diffusée entre le 14 janvier et le 10 juin 1998 sur Série Club.

## Synopsis
Cette série met en scène la vie du commissariat du 74e District de Brooklyn South, un quartier difficile de New York. 

## Distribution
- Jon Tenney (VF : Marc Alfos) : sergent Francis Donovan
- Dylan Walsh (VF : William Coryn) : Officier Jimmy Doyle
- Michael DeLuise (VF : Éric Etcheverry) : Officier Phil Roussakoff
- Gary Basaraba (VF : Jean-Pierre Gernez) : sergent Richard Santoro
- James Sikking (VF : Bernard Woringer) : capitaine Stan Jonas
- Yancy Butler (VF : Anne Jolivet) : Officier Anne-Marie Kersey
- Titus Welliver (VF : Philippe Vincent) : Officier Jake Lowery
- Klea Scott (VF : Brigitte Bergès) : Officier Nona Valentine
- Patrick McGaw (VF : Tony Marot) : Terry Doyle
- Richard T. Jones (VF : David Kruger) : Officier Clement Johnson
- Adam Rodriguez (VF : Denis Laustriat) : Officier Hector Villanueva
- Danny Trejo

## Épisodes
1. 74e District (Pilot)
2. La Vie sous Castro (Life Under Castro)
3. Œil pour œil (Why Can’t Even a Couple of Us Get Along?)
4. Devant les juges (Touched by a Checkered Cab)
5. Vivre et laisser vivre (Clown without Pity)
6. Un révérend dans un jeu de quilles (A Reverend Runs Through It)
7. L’Amour brutal (Love Hurts)
8. Ballade irlandaise (Wild Irish Woes)
9. Avec pémédiatation (McMurder One)
10. Hold-up (Dublin or Nothin’)
11. Ambiance gay (Gay Avec)
12. Cas de conscience (Exposing Johnson)
13. Erreurs de jeunesse (Tears on My Willow)
14. Point limite (Violet Inviolate)
15. Les Poings liés (Fisticuffs)
16. Les masques tombent (Don’t You Be My Valentine)
17. Examen de conscience (Dead Man Sleeping)
18. Folie Russe (Fools Russian)
19. L’Enlèvement (Doggonit)
20. Épreuve test (Cinnamon Burns)
21. Faute professionnelle (Skel in a Cell)
22. Nouveau départ (Queens for a Day)

## Commentaires
L'épisode 12 fait apparaître des guests telles qu'Erika Eleniak et Jessica Alba, bien avant Dark Angel.